# Lycianthes orogenes
Lycianthes orogenes är en potatisväxtart som beskrevs av Standley och Steyerm. Lycianthes orogenes ingår i Himmelsögonsläktet som ingår i familjen potatisväxter. Inga underarter finns listade i Catalogue of Life.